# Metroul din Kiev
Metroul din Kiev (Київськe метро în ucraineană) este un sistem de metrou din Kiev, Ucraina. A fost primul sistem de tren subteran din Ucraina, și al treilea din fosta URSS, după metrourile din Moscova și St. Petersburg. Metroul a 1,38 de milioane de pasageri pe zi, transportând 42,5% din utilizatorii de transport în comun din Kiev. În 2010, numărul total de călătorii a fost peste 504,3 de milioane.

## Linii

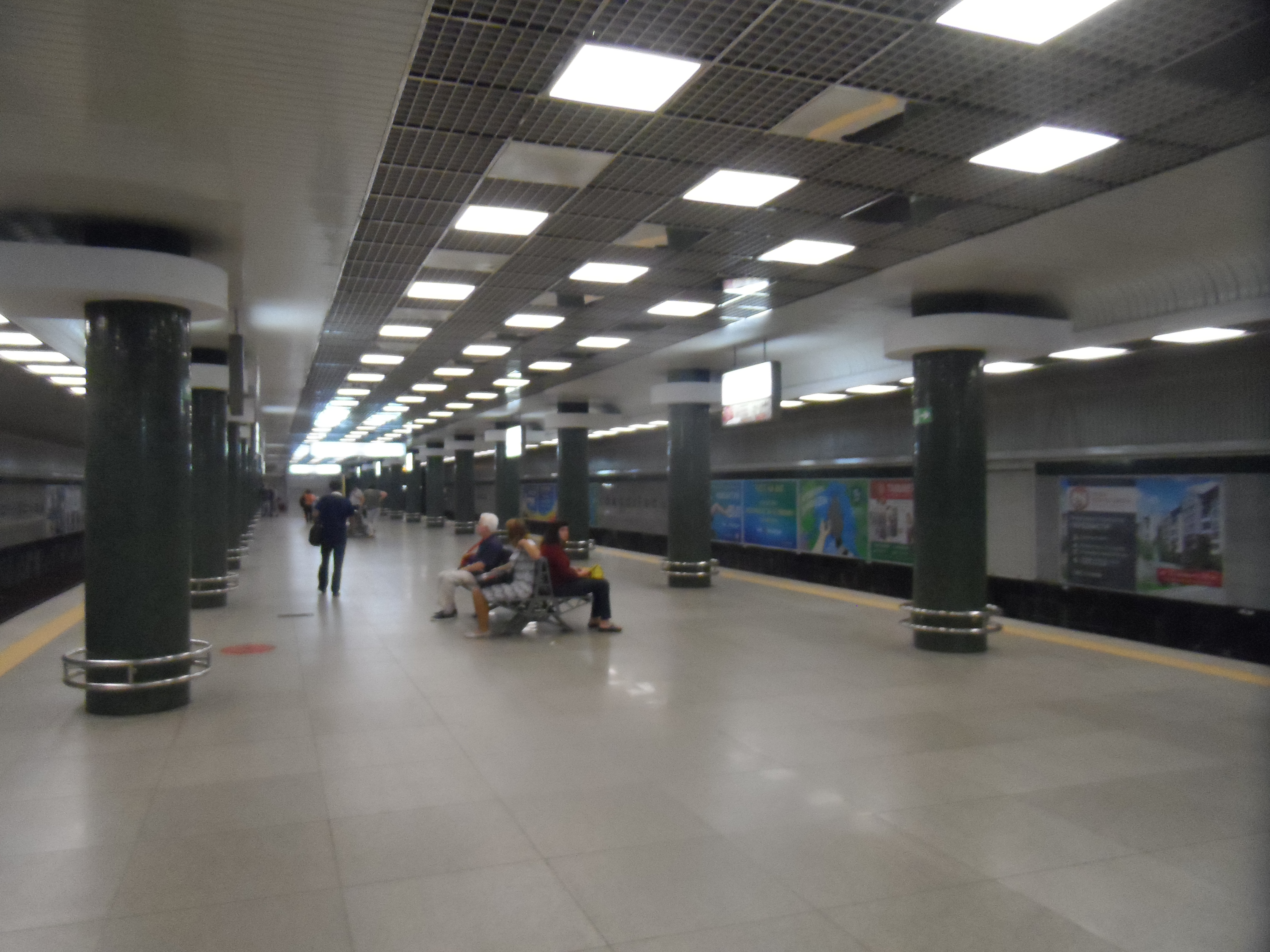

Metroul din Kiev are trei linii.
| # | Nume                                                          | Deschisă | Lungime  | Stații |
| - | ------------------------------------------------------------- | -------- | -------- | ------ |
| 1 | Linia Sviatoșîn-Brovarska (Святошинсько-Броварська)           | 1960     | 22,8 km  | 18     |
| 2 | Linia Kurenivsko-Cervonoarmiia (Куренівсько-Червоноармійська) | 1976     | 18,48 km | 16     |
| 3 | Linia Sîrețko-Pecersk (Сирецько-Печерська)                    | 1989     | 23,9 km  | 16     |
|   | Total:                                                        |          | 65,18 km | 50     |